# Kimeru
Kimeru キメル (Kumamoto-ken, 17 de Junho de 1980) é um cantor japonês.
Cantor de J-pop, ficou conhecido por cantar temas de animes. Seu primeiro emprego foi o de carteiro, só depois decidindo se tornar cantor. Seu nome, Kimeru, significa "decidir" em japonês. Kimeru é um apelido que ele deu a si mesmo. Seu nome verdadeiro é desconhecido.